# Адиб Пишавари
Сайед Ахмад Адиб Пишавари (перс. سید احمد ادیب پیشاوری‎) известный также как Сайед Ахмад Резави (перс. سید احمد رضوی‎; 1844, Пешавар — 30 июня 1930, Тегеран) — суфийский учёный, персидский поэт. Видный представитель персидской литературы.

## Биография
Его отец Сейед Шах Баба принадлежал к суфийской знати. Отец и многие его родственники погибли в пограничных войнах между британцами и афганскими племенами. Адиб переехал в Кабул, а затем в Газни, где завершил начатое образование. В 1877 году отправился в Персию, где поступил в медресе Хади Сабзевари, углубленно изучал философию. Многие годы преподавал в Мешхеде литературу.
Был критиком британской колониальной политики в Персии. Придерживался германофильских настроений. В 1921 году переехал в Тегеран. Адиб никогда не был женат; и оставался в Тегеране до своей смерти в 1930 году, был похоронен в г. Рей.
Последователь Абу Хафса ас-Сухраварди. Один из самых выдающихся поэтов своего времени, благодаря своим обширным научным знаниям, владению персидским и арабским языками и исключительной памяти.
Его поэтическое наследие содержит около 20 000 строф. Сборник, вышедший через три года после его смерти, состоит, в основном, из газелей и касыд и насчитывает 370 арабских и 4200 персидских стихов. Поэзия Адиба Пишавари напоминает стиль Насира Хосрова и Хагани, поэту свойственны поэтическая мягкость и чувство прекрасного.
Посвятил маснави кайзеру Вильгельму II, восхваляющую участие Германии в Первой мировой войне.